# Aphrodroma
Aphrodroma is een geslacht van vogels uit de familie stormvogels (Procellariidae). Het geslacht telt één soort.

## Soorten
- Aphrodroma brevirostris – Kerguelenstormvogel